# Neocatena
Neocatena es un género de foraminífero bentónico considerado un sinónimo posterior de Arthrodendron de la familia Aschemocellidae, de la superfamilia Hormosinoidea, del suborden Hormosinina y del orden Lituolida. Su especie tipo era Catena piriformis. Su rango cronoestratigráfico abarcaba el Holoceno.

## Discusión
Clasificaciones previas incluían Neocatena en el suborden Textulariina del orden Textulariida o en el orden Lituolida sin diferenciar el suborden Hormosinina.

## Clasificación
Neocatena incluía a la siguiente especie:
- Neocatena piriformis